# Železniční nehoda v Černožicích
Železniční nehoda v Černožicích byla srážka vlaku s automobilem, která se udála v neděli 14. července 2019 ve 14.52 hodin na trati Pardubice–Liberec v Královéhradeckém kraji. Spěšný vlak jedoucí z Trutnova do Hradce Králové vedený motorovým vozem řady 854 a přívěsným vozem Bdtn se střetl s osobním automobilem Škoda Fabia na železničním přejezdu P5223 v Hradecké ulici obce Černožice nedaleko města Jaroměř. Při nehodě zemřeli 4 lidé v osobním automobilu, ve vlaku nebyl nikdo zraněn. Na počet obětí se v té době jednalo o nejhorší nehodu na železničním přejezdu od roku 2004.

## Nehoda

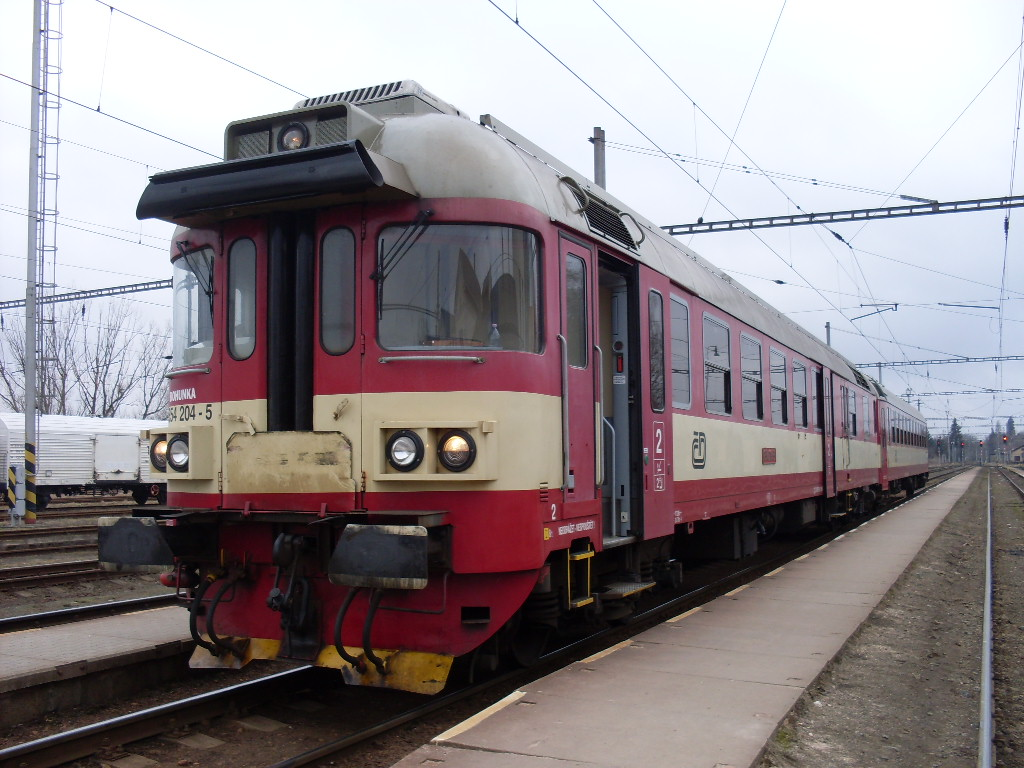
Motorový vůz řady 854 s přívěsným vozem Bdtn v Jaroměři

V neděli 14. července 2019 odpoledne krátce před 3. hodinou odbočila dvaatřicetiletá řidička automobilu Škoda Fabia z hlavní silnice I/33 a vjela na železniční přejezd P5223 nacházející se v Hradecké ulici obce Černožice hned vedle stejnojmenné vlakové zastávky. Ve vozidle s ní seděla i její rodina – sedmačtyřicetiletý muž a jejich děti ve věku 5 a 8 let. Železniční přejezd byl v době nehody vybaven světelným zabezpečovacím zařízením bez závor, podle Drážní inspekce bylo funkční. Ve stejnou chvíli vjel na přejezd spěšný vlak Českých drah jedoucí z Trutnova přes Jaroměř do Hradce Králové s asi 80 cestujícími. Vlak byl tvořen motorovým vozem řady 854 a přívěsným vozem řady Bdtn, traťová rychlost byla v daném úseku 100 km/h, přičemž vlak v Černožicích nezastavoval. Ke srážce došlo ve 14.52 hodin, vlak úplně zastavil až po 300 metrech. V automobilu, který byl zcela zničen, nikdo nepřežil, podle policejní mluvčí zemřeli na místě. Ve vlaku nebyl nikdo zraněn, většina cestujících byla odvezena do Hradce Králové evakuačním autobusem. Na relativně vytížené železniční trati, po které jezdí i dálkové rychlíky na relacích Praha – Hradec Králové – Trutnov a Pardubice – Liberec, musela být neplánovaně zavedena náhradní autobusová doprava, některé regionální vlaky musely být odřeknuty. Provoz byl obnoven až večer, konkrétně ve 20.10 hodin. Celková škoda byla odhadnuta na 370 000 Kč – 120 tisíc na vlaku a 250 tisíc na automobilu.

## Po nehodě
Podle České televize by nehodě zabránily závory, které v době nehody na místě nebyly – přejezd sice byl vybaven světelným přejezdovým zabezpečovacím zařízením, ale bez závor. Podle plánů Správy železniční dopravní cesty (SŽDC) už měly být závory v době nehody instalovány v souvislosti s modernizací železniční stanice Jaroměř, která se ale výrazně zpozdila kvůli archeologickému výzkumu. Navíc den předtím došlo k jiné tragické nehodě, kdy se dodávkový automobil střetl s osobním vlakem na Rakovnicku, ke které taktéž došlo na železničním přejezdu bez závor. 16. července 2019 SŽDC oznámila, že „naší základní prioritou je doplnění či instalace závor k přejezdovému zabezpečovacímu zařízení na silnicích I., II. a III. třídy a na místních a účelových komunikacích všude tam, kde to bude technicky proveditelné, účelné a bude na takovém řešení shoda účastníků stavebního řízení“. Do roku 2023 by měly být všechny přejezdy na silnicích I. třídy osazeny závorami, výjimku tvoří pouze přejezdy, kde instalace závor není z prostorových nebo technických důvodů možná.